# LR-87
LR-87은 미국 타이탄 (로켓) 시리즈의 1단 액체연료 엔진이다. 진공추력 75톤, 해면추력 65톤의 케로신/액체산소 로켓 엔진으로서, 1959년 타이탄 I ICBM의 1단 엔진으로 최초 발사되었다.

## 파생형

### LR87-3
1959년 Titan I ICBM의 1단으로 사용되었다. 액체산소와 RP-1을 사용하며 진공추력 75톤, 해면추력 65톤이다. 타이탄 핵미사일 프로그램이 종료하면서, 이 엔진은 더 이상 사용되지 않았다. LR87-3은 액체산소(LOX)/액체수소(H2), 사산화질소(NTO)/Aerozine 50의 연료를 사용해 테스트하기도 했다.
HGM-25A Titan I은 지하 사일로에서 액체산소를 주입해 발사되기도 하였다. 그러나 밀폐된 공간에서의 액체산소 주입은 매우 위험하여, 타이탄 사일로가 자주 폭발했다. 그래서 미국은 기존의 액체산소 엔진을 그대로 사용하되, 약간만 개조를 하여, 상온 연료인 사산화질소(NTO)/Aerozine 50를 사용해 안전성을 높였다. 그것이 LGM-25C Titan II 미사일이다.
현재 미국 등 서방은 ICBM에 고체연료를 주로 사용하는데, 러시아, 중국, 북한 등은 상온 연료인 적연질산, UDMH 등을 주로 사용한다. 상온 연료는 액체산소보다는 고가이지만, 안전성이 높아 핵잠수함용 SLBM, 지상용 ICBM 등에서 많이 사용한다. 그러나 인체에 유해한 독성이 있다. 북한의 스커드, 노동, 무수단, 광명성 로켓은 모두 상온 연료를 쓴다. 반면에 고체연료는 안전성도 높고, 독성도 없으나, 상온 연료 보다 더 고비용이 든다.

### LR87-5
Titan II ICBM의 1단으로 사용되었다. 사산화질소와 Aerozine 50을 연료로 사용하며 진공추력 110톤, 해면추력 95톤이다.

## 대한민국 로켓엔진
한국형발사체의 메인 엔진인 KARI 75톤급 로켓엔진은 LR-87-3과 유사하게, 진공추력 75톤, 해면추력 65톤의 케로신/액체산소 로켓 엔진이다.

## 같이 보기
- KARI 75톤급 로켓엔진